# Patricia Montero
Patricia Montero Villena (Valencia, 15 de julio de 1988) es una actriz española.

## Biografía
Es titulada en danza clásica y cuenta con una extensa formación artística y deportiva. Aunque comenzó practicando brevemente gimnasia rítmica y gimnasia artística, pronto destacó en la disciplina de fitness infantil. En esta modalidad estuvo ocho años compitiendo a nivel nacional e internacional, logrando el título de campeona de España y subcampeona de Europa. Entrenaba en las instalaciones Robert Fernández Bonillo de Bechí, junto a grandes promesas de la gimnasia. Participó en el Campeonato del Mundo I.F.B.B. y que fue plasmado en el programa Escuela del deporte de La 2. Intergym´s le otorgó el "Galardón Oro Fitness a la mejor atleta revelación". Junto a su hermana Laura incursionó en la llamada danza acrobática (estilo que fusiona la danza y la acrobacia; combina el movimiento, la técnica y el arte de la danza con el mecanismo y precisión de la acrobacia). También abrieron una escuela de danza en Valencia, Studio de Danza Spagat, que actualmente dirige su familia. Con la modalidad de danza acrobática y su paso por Veo Veo, el programa televisivo de Teresa Rabal, obtuvo grandes premios como "Premio artes escénicas, primer premio regional y segundo premio nacional" así como una beca en el Real Conservatorio Profesional de Danza de Madrid.
A su vez, Patricia emprendía otra diferente formación como modelo y actriz. Comenzó desde niña con los conocidos spots de juguetes llegando a ser la niña “Nancy”. Su debut televisivo fue con 12 años en la telefilme Severo Ochoa. La conquista de un Nobel con Imanol Arias y Ana Duato. Pasó por múltiples anuncios publicitarios, pasarelas y sesiones de fotografía para conocidas marcas. En su evolución descubrió el mundo de la interpretación trabajando con reconocidos actores para cine y televisión. Entre 2008 y 2009 se dio a conocer gracias al papel de Beatriz Berlanga Echegaray en la telenovela emitida en Telecinco llamada Yo soy Bea.
En 2010 se incorporó a la novena temporada de la serie de Antena 3 Los hombres de Paco, donde interpretó a Lis Peñuelas, una joven policía recién salida de la academia. En mayo de 2011 se incorporó al reparto de la serie BuenAgente, emitida en La Sexta, donde interpretó a Ana durante 2 temporadas. En 2013 fue la protagonista de la producción de Telecinco El don de Alba, una serie basada en la estadounidense Entre fantasmas. La serie solo tuvo una única temporada debido a las bajas audiencias.
En el cine destaca por sus apariciones en la segunda parte de Fuga de cerebros, Fuga de cerebros 2 (2011), y en La noche que mi madre mató a mi padre (2016).
En el año 2014 inició una colaboración con la revista Hoy Mujer, en su edición impresa así como con la elaboración del blog en línea "Patry Fit Style".
En septiembre de 2016 se anuncia su participación en el programa El hormiguero 3.0 como colaboradora. El 19 de septiembre de 2017 comenzó su participación en la segunda edición del programa MasterChef Celebrity, donde quedó en cuarto lugar.
Entre abril y mayo de 2018 presentó la segunda temporada del programa Ninja Warrior, junto a Arturo Valls y Manolo Lama.

## Vida privada
Desde 2008, la actriz mantiene una relación sentimental con el también actor Álex Adróver, al que conoció durante el rodaje de la serie Yo soy Bea, de cuya segunda temporada fueron protagonistas. En noviembre de 2017 anunciaron que se habían comprometido. En enero de 2020, contrajeron matrimonio civil.
En abril de 2015, ella y su pareja anunciaron que iban a ser padres de su primera hija. El 26 de agosto de 2015, Patricia dio a luz a su primera hija Lis. El 25 de febrero de 2019, Patricia dio a luz a su segunda hija Layla.

## Trayectoria

### Cine
| Año  | Título                                | Personaje          | Director           |
| ---- | ------------------------------------- | ------------------ | ------------------ |
| 2016 | La noche que mi madre mató a mi padre | Alex               | Inés París         |
| 2012 | En fuera de juego                     | Lourdes            | David Marqués      |
| 2011 | Fuga de cerebros 2: Ahora en Harvard  | Marta              | Carlos Therón      |
| 2008 | La possibilité d'une île              |                    | Michel Houellebecq |
| 2003 | Atrapados                             |                    | Criso Renovell     |
| 1999 | Los lobos de Washington               | Enfermera Hospital | Mariano Barroso    |

### Series de televisión
| Año         | Serie                                  | Canal     | Personaje                   | Notas         |
| ----------- | -------------------------------------- | --------- | --------------------------- | ------------- |
| 1999        | Ellas son así                          | Telecinco |                             | 1 episodio    |
| 2001        | Severo Ochoa. La conquista de un Nobel | La 1      | Carmen Niña                 | TV Movie      |
| 2003 - 2004 | Cuéntame cómo pasó                     | La 1      | Sara Peláez                 | 9 episodios   |
| 2004        | La sopa boba                           | Antena 3  | Chica Friki                 | 1 episodio    |
| 2004        | Manolito Gafotas                       | Antena 3  |                             | 1 episodio    |
| 2005        | Al filo de la ley                      | La 1      |                             | 1 episodio    |
| 2007        | Los Serrano                            | Telecinco | Camarera                    | 1 episodio    |
| 2007        | Cuenta atrás                           | Cuatro    | Chica Autobús               | 1 episodio    |
| 2007        | El Internado                           | Antena 3  | Chica baño                  | 1 episodio    |
| 2007 - 2008 | Rocío, casi madre                      | Canal Sur | Bárbara                     | 33 episodios  |
| 2008 - 2009 | Yo soy Bea                             | Telecinco | Beatriz Berlanga Echegaray  | 297 episodios |
| 2010        | Los hombres de Paco                    | Antena 3  | Lisa "Lis" Piñuelas Sánchez | 13 episodios  |
| 2010        | Supercharly                            | Telecinco |                             | 1 episodio    |
| 2011        | BuenAgente                             | La Sexta  | Ana Pérez Castro            | 19 episodios  |
| 2013        | Tormenta                               | Antena 3  | Ángela                      | 2 episodios   |
| 2013        | El don de Alba                         | Telecinco | Alba Rivas                  | 14 episodios  |
| 2024 - 2025 | Machos alfa                            | Netflix   | Rocío                       | 5 episodios   |

### Programas de televisión
- Canarias Directo (1997)
- Money, Money (2007-2008) - Cuatro. Bailarina
- Campanadas de fin de año (2009-2010) - Antena 3. Presentadora junto a Antonio Garrido.
- El club de la comedia, (2011) - LaSexta. Comediante
- Premios Principales (2011) - Cuatro. Presentadora
- El hormiguero (2016-2019) - Antena 3. Colaboradora
- 1, 2, 3... Hipnotízame (2016) - Antena 3. Concursante
- MasterChef Celebrity (2017) - La 1. Concursante
- Ninja Warrior (2018) - Antena 3. Presentadora
- Trabajo temporal (2018) - TVE. Invitada.
- Cómo como (2020) - Divinity. Presentadora.
- Esta noche gano yo (2022) - Telecinco. Concursante
- López y Leal contra el canal (2024) - Antena 3. Invitada